# Якова, Тук
Тук Якова (алб. Tuk Jakova; 20 февраля 1914, Шкодер — 26 августа 1959, Тирана) — албанский коммунист, член Политбюро ЦК АПТ, видный государственный деятель НРА. Являлся лидером реформистской партийной группы, оппонировавшей Энверу Ходже. Репрессирован как титоист, умер в тюрьме.

## В коммунистическом подполье
Родился в семье албанских католиков, старшим из четырёх братьев. Марк Якова, отец Тука Яковы, был часовщиком и ночным сторожем. Тук Якова получил начальное образование, работал плотником в Шкодере.
С юности Тук Якова придерживался леворадикальных, затем коммунистических взглядов. В 1932 он был арестован королевскими властями за антиправительственные выступления. В конце 1937 студент Кемаль Стафа, журналист Зеф Мала, пекарь Василь Шанто и плотник Тук Якова создали Коммунистическую группу Шкодера. В начале 1939 организация была ликвидирована королевскими властями, Якова арестован и приговорён к четырём годам заключения. Освободился во время итальянской оккупации.

## Комиссар коммунистической армии
В ноябре 1941 Тук Якова участвовал в подпольном собрании, на котором была учреждена Коммунистическая партия Албании (КПА; с 1948 — Албанская партия труда, АПТ). Являлся членом ЦК первого состава, занимал важный партийный пост секретаря по оргвопросам. Политически ориентировался на Компартию Югославии.
В годы Второй мировой войны Тук Якова был комиссаром бригады Национально-освободительной армии. Имел воинское звание полковника. Участвовал в боях и диверсионно-террористических операциях.
Впоследствии не только жена-соратница, но и многие другие очевидцы рассказывали о его гуманистических наклонностях — например, об освобождении пленных баллистов, осуждении им убийств. Но при этом отмечалось беспрекословное подчинение Яковы югославскому эмиссару Душану Мугоше, который отнюдь не был склонен щадить противника.

## Партийный дипломат
В 1944 КПА во главе с Энвером Ходжей пришла к власти. В Албании установился однопартийный режим сталинистского типа. Тук Якова был назначен председателем коммунистических профсоюзов, вошёл в состав Политбюро ЦК КПА. Имел звание Народный герой.
В январе-марте 1946 Тук Якова являлся председателем Конституционного собрания, преобразованного в Народное собрание Албании. Затем был направлен официальным представителем НРА в ФНРЮ.
В сентябре 1947 полковник Якова входил в состав албанской делегации при разборе Советом Безопасности ООН пограничного конфликта с Грецией. Занимал жёсткую позицию, выражал готовность к военному решению (хотя и оговаривал «нежелательность» такового).
Находясь в США, Якова по поручению Ходжи вступил в контакт с Фаном Ноли, убеждая его возвратиться в Албанию. Однако Фан Ноли в переписке с Ходжей выразил недовольство Яковой как дипломатическим представителем и попросил впредь не присылать к нему деятелей такого уровня.

## Член правительства
В 1948 Тук Якова вернулся из Белграда в Тирану. Участвовал в I съезде АПТ. Был утверждён в качестве члена Политбюро и секретаря ЦК. В 1948—1953 — заместитель премьер-министра и министр промышленности в правительстве Энвера Ходжи, 1950 — министр финансов. В этом качестве Якова посещал Москву, где вёл переговоры о советской экономической помощи. Возглавлял Общество албано-советской дружбы. Среди его функций были также переговоры с Католической церковью о её статусе в Албании.
Политическая ситуация в Албании изменилась — глава партии и государства Энвер Ходжа безоговорочно поддержал Сталина в конфликте с Тито и пошёл на разрыв с Югославией. Тито был объявлен главным врагом Албании. Был снят со всех постов, арестован и вскоре повешен Кочи Дзодзе, лидер проюгославского крыла албанской компартии. Коммунисты, известные связями с Югославией, обвинялись в титоизме и подвергались репрессиям. Позиции Тука Яковы оказались резко подорваны, его политическое влияние снизилось.
В феврале 1951 антикоммунистическая подпольная организация Фронт сопротивления/Национальное единство совершила теракт в Тиране — в здание посольства СССР была брошена самодельная бомба. Воспользовавшись этим предлогом, руководство АПТ и Сигурими учинили бессудную казнь 22 представителей оппозиции, не имевших отношения к теракту. Решение принималось 20 февраля 1951 на Политбюро в присутствии Тука Яковы, который, как и все участники заседания, поддержал расправу.

## Лидер партийной фронды
Это, однако, не спасло Якову от преследований. Уже через месяц, на заседании ЦК АПТ 19 марта—20 марта 1951 Энвер Ходжа и Мехмет Шеху обвинили его в «потере бдительности в классовой борьбе», антисоветских настроениях, сотрудничестве с антикоммунистами и защите духовенства. Тук Якова был выведен из состава Политбюро, снят с правительственных постов и с руководства албано-советским обществом. Сам он безоговорочно принял все обвинения, выступил со стандартным ритуалом самокритики.
Реальная причина отстранения Яковы заключалась в его действительно умеренном подходе к репрессивной политике Ходжи и Шеху. Он не был сторонником тотального террора Сигурими, выступал за более компромиссный курс во внутренней политике, особенно в отношении католической церкви. Он предлагал также отказаться от приоритетного развития тяжёлой промышленности, увеличить производства товаров народного потребления. Кроме того, в партийном руководстве не забывали о его прежней проюгославской ориентации.
В июле 1953 (после смерти Сталина) Тук Якова был возвращён в политику и вновь назначен вице-премьером и министром финансов. Вокруг него сгруппировались сторонники умеренного курса в духе Хрущёвской оттепели — секретарь ЦК по идеологии Лири Белишова, министр образования и культуры Бедри Спахиу, функционер министерства образования Лири Гега, генералы Дали Ндреу и Панайот Плаку. Они считали нужным снизить уровень репрессий и милитаризации, допустить в партии политические дискуссии, усилить социальную политику. Тук Якова негласно рассматривался как лидер политической альтернативы в АПТ.
Эта внутрипартийная фронда была жёстко подавлена Ходжей и его окружением. Решение принималось на заседании Политбюро 2 июня 1955. Ходжа обвинил Якову в антипартийности и враждебности, яростно заявив: «Пусть он убьёт себя!» Информация о чрезвычайном стрессе, в котором пребывал Якова, была воспринята как дополнительное свидетельство его враждебных намерений. Тук Якова вновь отстранён от должностей, выведен из ЦК, лишён звания «Народный герой», вскоре исключён из АПТ и в ноябре вместе с семьёй интернирован на окраине Берата, в казарме, расположенной на болоте.
Вместе с ним был репрессирован Бедри Спахиу. Оба обвинялись в ревизионизме, титоизме, проюгославской ориентации и намерениях «возобновить политику Кочи Дзодзе».
Последней попыткой отстоять альтернативный курс стала конференция тиранской организации АПТ 14—20 апреля 1956. Значительная группа делегатов, стоявшая на позициях XX съезда КПСС, наряду с другими требованиями, настаивала на реабилитации и возвращении к руководству Тука Яковы и Бедри Спахиу. Попытка была жёстко подавлена, её лидеры репрессированы.

## Тюрьма и смерть
В 1957 Тук Якова был обвинён в государственной измене и помещён в Канинский замок близ Влёры, место заключения строгого режима. 18 апреля 1958 суд приговорил Якову к 20 годам заключения.
Спустя год и четыре месяца Тук Якова умер в тюремной больнице Тираны. Обстоятельства его смерти считаются неясными. Вдова убеждена, что Якова был отравлен.

## Семья
Тук Якова был женат с 1944, имел четверых детей. Мита Якова, жена Тука Яковы, в юности подпольщица-коммунистка, познакомилась с будущим мужем в 1943 в армейской бригаде. После ареста и смерти Тука Яковы вдова и дети подвергались преследованиям. Все они дожили до падения коммунистического режима в Албании.
Коле Якова, младший брат Тука Яковы — известный албанский поэт и драматург. Братья Коле, Франо и Филип Якова также участвовали в войне на стороне албанских коммунистов. Тук Якова считался лидером авторитетного клана. В антикоммунистическом подполье вынашивались планы убийства Тука и Коле. Однако подпольщики отказались от этого, посчитав братьев менее виновными, нежели Ходжа, Шеху и Хазбиу.